# Dysaphis plantaginea
Dysaphis plantaginea är en insektsart som först beskrevs av Giovanni Passerini 1860.  Dysaphis plantaginea ingår i släktet Dysaphis och familjen långrörsbladlöss. Arten är reproducerande i Sverige. Inga underarter finns listade i Catalogue of Life.

## Bildgalleri

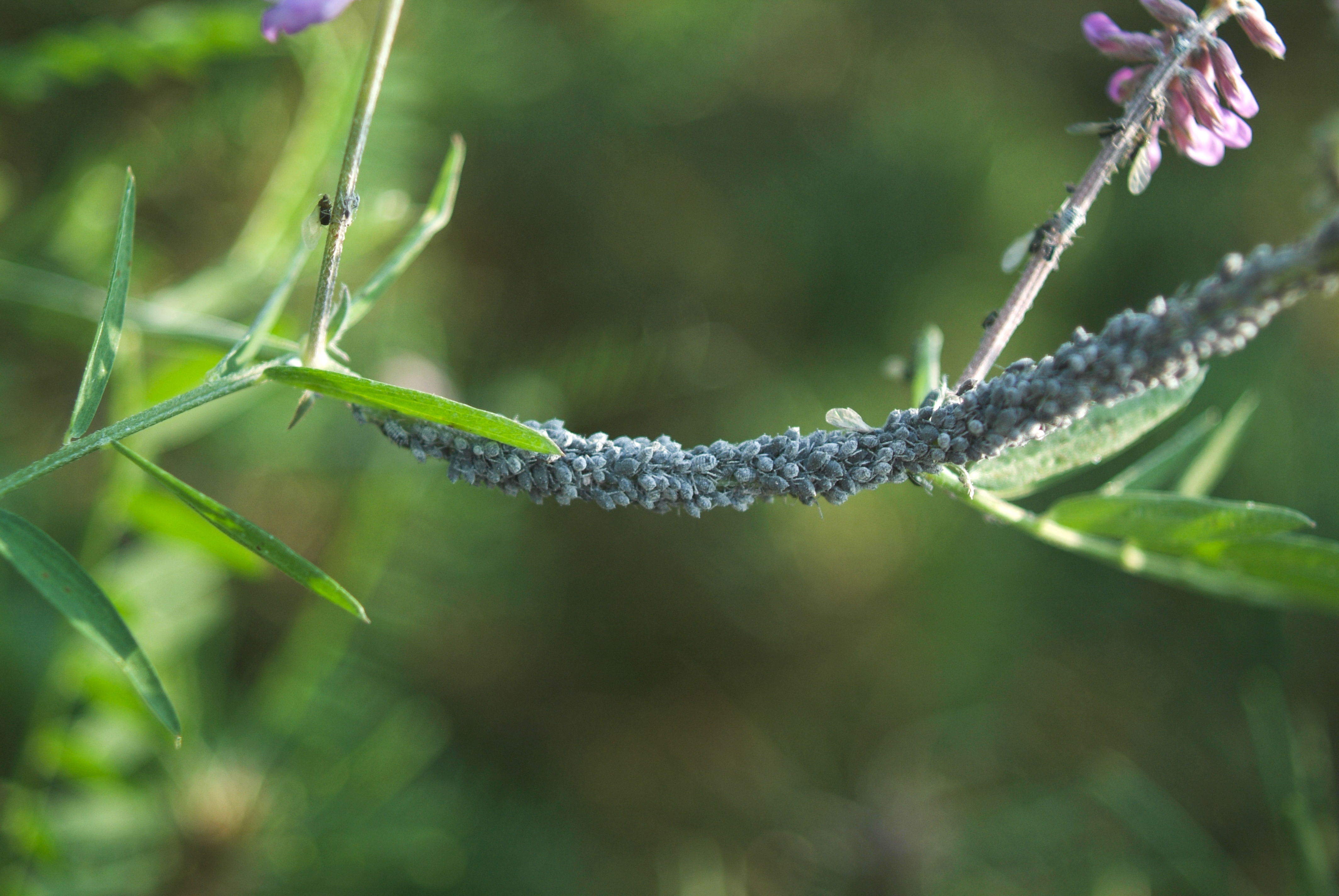
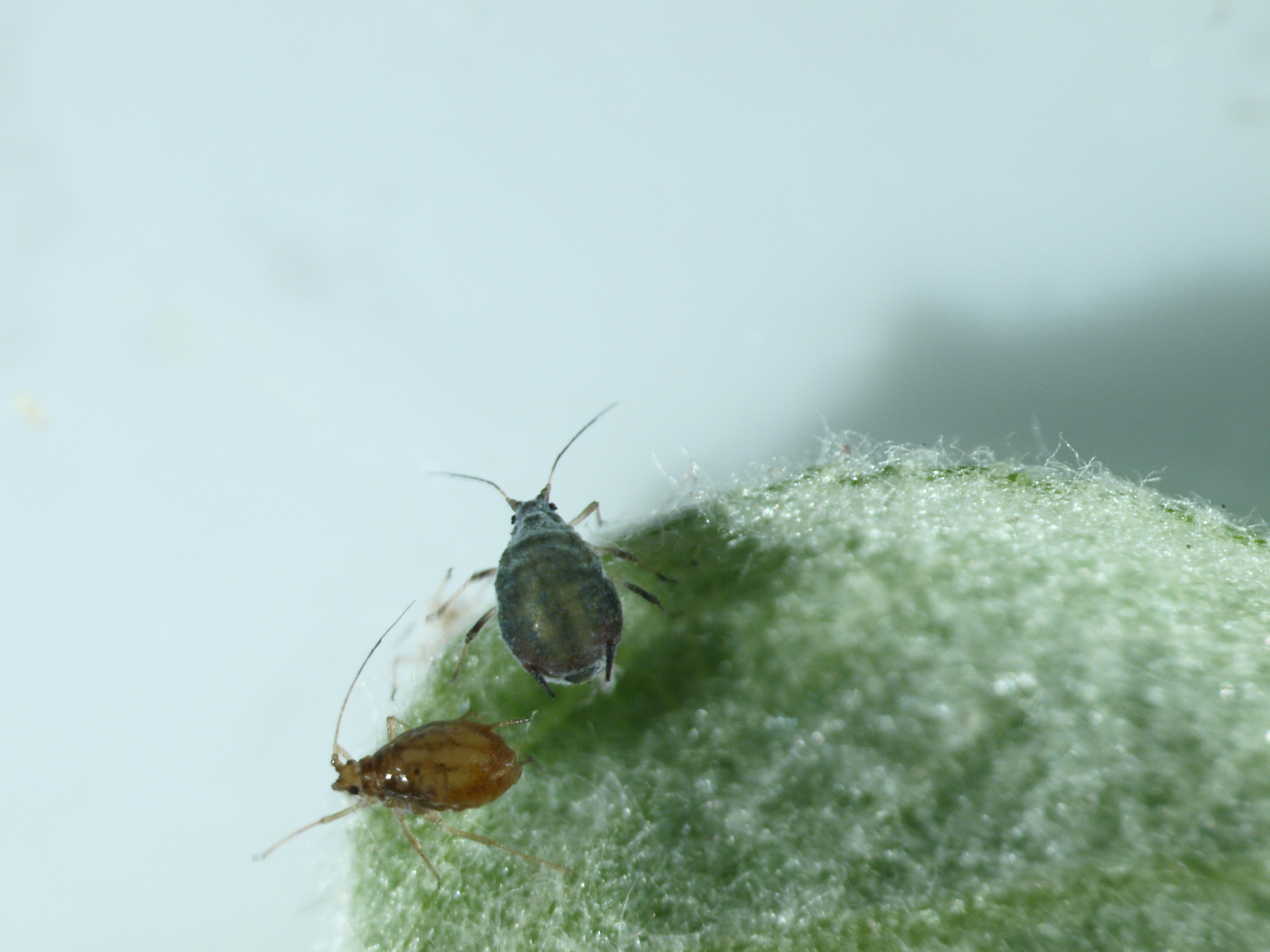
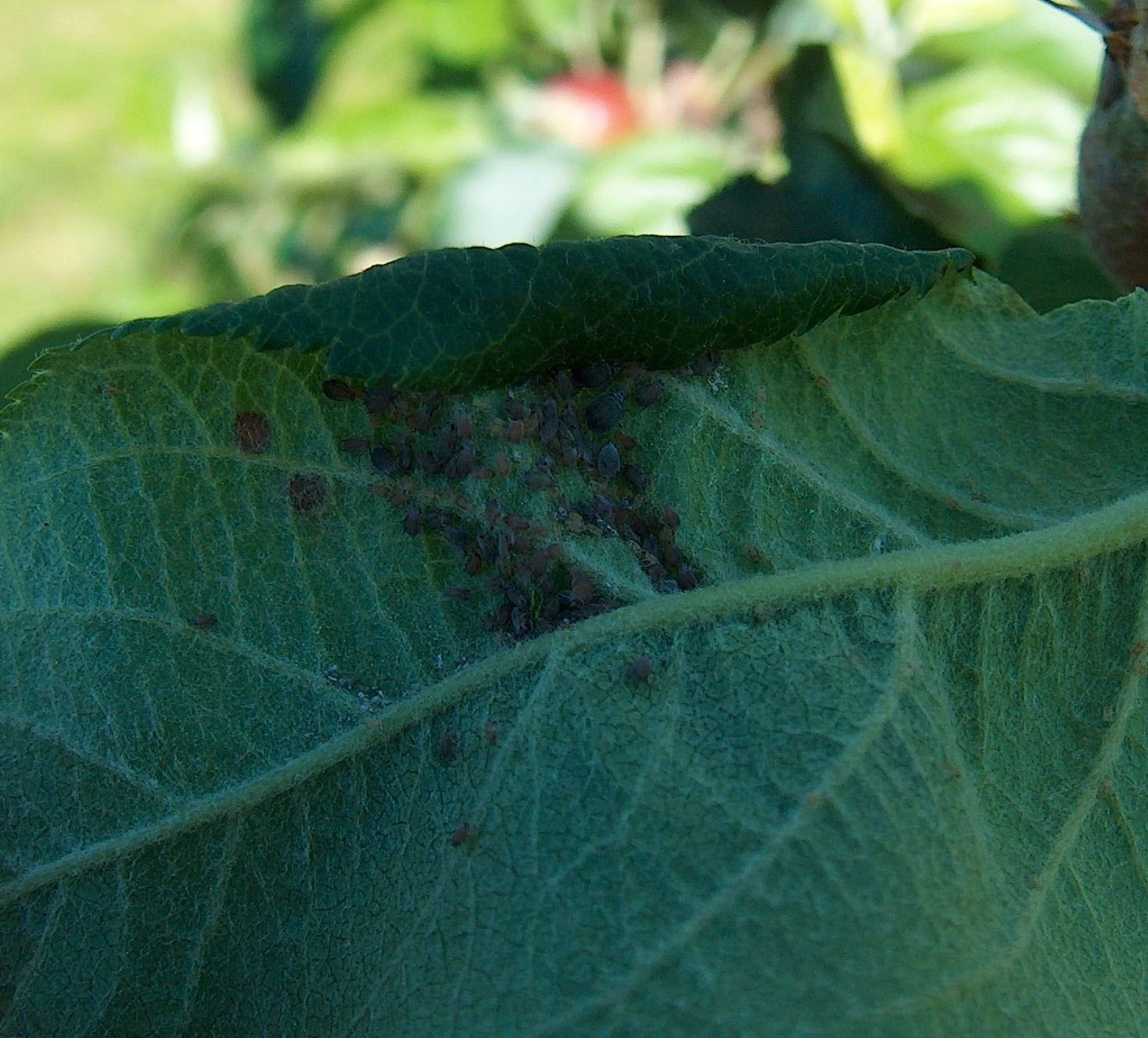
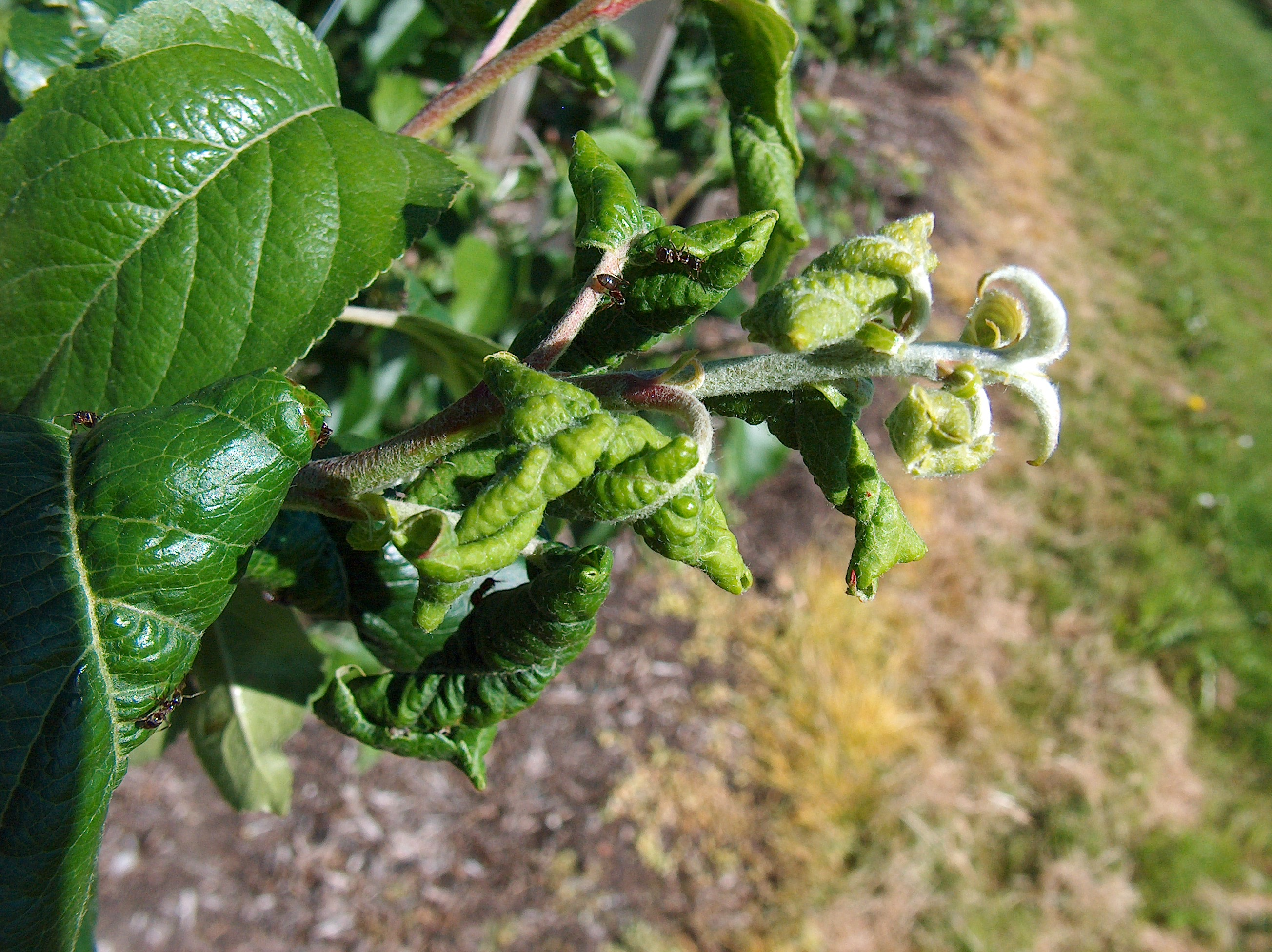
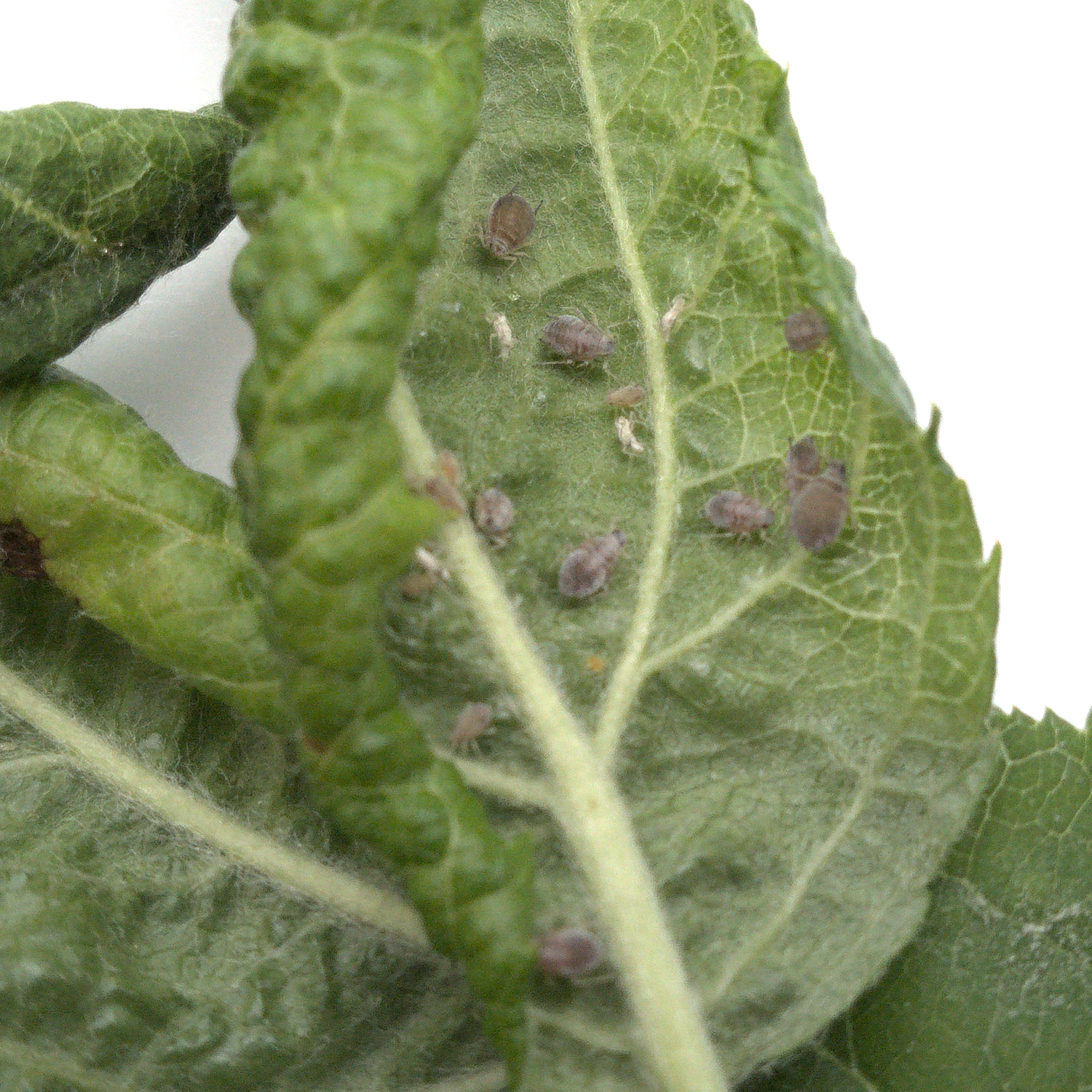